# Diphyllodes
Diphyllodes es un género de aves paseriformes de la familia Paradisaeidae. Incluye varias especies de aves del paraíso propias de las selvas de Nueva Guinea e islas adyacentes.

## Especies
Se reconocen las siguientes según IOC:
- Diphyllodes magnificus (Forster, JR, 1781)
- Diphyllodes respublica (Bonaparte, 1850)